# Pałeczka dżumy

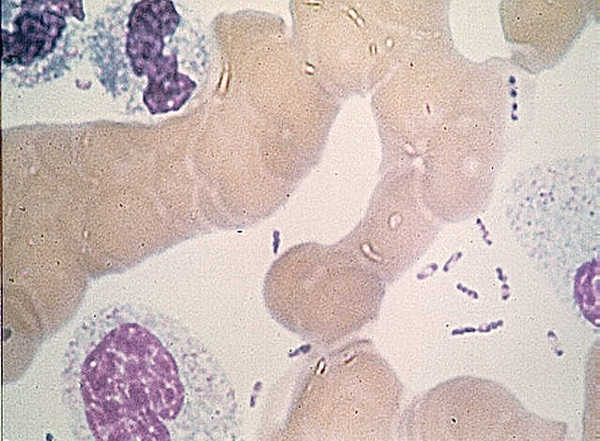
Obraz mikroskopowy preparatu z pałeczkami dżumy (niewielkie ciemne elementy przypominające agrafki) wybarwionego metodą Waysona. Duże, okrągłe komórki z płatowym jądrem komórkowym i ziarnistościami cytoplazmatycznymi to granulocyty

Pałeczka dżumy (Yersinia pestis, daw. Pasteurella pestis) – nieprzetrwalnikująca bakteria Gram ujemna o kształcie pałeczki będąca czynnikiem etiologicznym dżumy. Ze względu na kształt została zakwalifikowana do pałeczek, jednak poszczególne bakterie posiadają dużą zmienność wyglądu. Rezerwuarem są zwierzęta (z wyjątkiem wielbłądów) – obecnie głównie susły, świstaki oraz świnki morskie.

## Morfologia i fizjologia
W przeciwieństwie do pozostałych bakterii z grupy Yersinia pałeczka dżumy nie ma rzęsek oraz – w konsekwencji – zdolności ruchu. Ma otoczkę, którą traci podczas hodowania na podłożach mikrobiologicznych.
Pałeczka dżumy jest wrażliwa na działanie wysokiej temperatury, ale nie ginie przez miesiące w niskich temperaturach. Niszcząco działają zwykłe środki dezynfekcyjne (fenol, lizol).

## Właściwości biochemiczne
Pałeczka dżumy posiada wiele cech wspólnych z rodzajem Yersinia – brak rozkładu żelatyny, laktozy przy zachowanej zdolności do rozkładu glukozy i maltozy. Nie wytwarza H2S. Testem różnicującym może być brak rozkładu mocznika oraz ornityny.

## Hodowla
Pałeczka dżumy nie ma wygórowanych wymagań odżywczych – rośnie na zwykłych podłożach z agarem, może również wzrastać na podłożach z żółcią. Temperatura optymalna do wzrostu wynosi 30 °C.
Barwienie bakterii daje charakterystyczny biegunowy wygląd przypominający agrafkę, gdyż środek komórki nie ulega zabarwieniu.
Potwierdzenie rozpoznania opiera się m.in. na wykonaniu aglutynacji z surowicą przeciwdżumową.

## Odmiany
Pomimo że istnieje tylko jeden serotyp (biotyp) bakterii, ze względu na obszar występowania i właściwości biochemiczne wyodrębniono trzy typy.
- orientalis – nie metabolizuje glicerolu i melibiozy; brak charakterystycznego obszaru
- antiqua – metabolizuje glicerol, ale nie melibiozę; obszar występowania to wschodnia Azja oraz centralna Afryka
- mediaevalis – metabolizuje glicerol oraz melibiozę; występuje głównie na Bliskim Wschodzie.

## Chorobotwórczość
Bakteria może wywołać ostrą, gwałtowną, często śmiertelną chorobę – dżumę. Była odpowiedzialna za tragiczną czarną śmierć.

## Wrażliwość na antybiotyki
Pałeczka dżumy jest wrażliwa na następujące grupy antybiotyków:
- streptomycyna
- tetracykliny
- sulfonamidy.